# Ronald Farina
Ronald Farina García, (Quito, 25 de febrero de 1980) es un presentador de televisión y actor ecuatoriano, Ganador por dos años consecutivos del premio 'ITV' como el mejor animador de programas concursos.

## Carrera
Ha conducido los programas de entretenimiento De Rojo, Cosas de Casa, De corazón a Corazón, Un nuevo Día, Megamatch, La Guerra de los Sexos, Calle 7, Apuesto por ti, Soy el mejor, El Pozo Millonario, «Un nuevo Día» «Yo me Llamo» y además es el conductor oficial del certamen ecuatoriano Miss World Ecuador, Reina Mundial del Banano,  Reina de Manta,  entre otros.
En 2010, Farina formó la conducción principal junto a la conductora Gabriela Pazmiño de Mega Match Ecuador, emitido por TC Televisión hasta el 2012.
A la par días después, en noviembre de 2012, asumió por breve lapso la conducción de Calle 7 Ecuador junto a Jaime Arellano, hasta la actualidad de lunes a viernes.
En 2013, al límite, a sus 33 años apareció como conductor en el otro reality show La guerra de los sexos Ecuador junto a Fabiola Véliz (otra quien también fue participante del mismo programa principal Calle 7 Ecuador).
En enero de 2014, luego llegó a la conducción principal de Apuesto por ti junto con Karin Barreiro (otra quien también fue participante de dos programas principales de sus mismos canales TC Tv. Y RTS Combate y Calle 7 Ecuador), hasta el 2015.
En 2015 apareció en el reality show de música, canto y baile Soy el mejor como uno de sus participantes. Días después, pasó a ser la nueva conducción principal masculina, tras la salida de Gabriela Pazmiño.
Ronald Farina, quien fue talento de TC por 12 años, también afirmó: «Me voy porque siento que llegó mi momento. Tras largos cinco años animando ‘Calle 7’, es hora de decir adiós. Ahora quiero emprender nuevos retos», y destacó.
El presentador de televisión Ronald Farina se estrenó la mañana de hoy, lunes 3 de julio de 2017, como nuevo conductor de «Las mañanitas», espacio matinal que inició su nueva temporada con un especial en los estudios de la cadena GamaTv en Guayaquil.
Además, «Las mañanitas» le permite a Farina volver a radicarse en su natal Quito. La nueva temporada se transmite de lunes a viernes, de 11:00 a 13:00, con temas de belleza, salud, cocina, y hasta un segmento de bailoterapia.
Sin embargo, lo mejor estaba por llegar, después de un breve paso por la cadena Gamavisión, que no llenó las expectativas de Farina, se dedicó un semestre entero a producir contenidos comunicacionales para empresas y algunas piezas audiovisuales de tipo comercial, explorando su lado más creativo. Cortometrajes, infomerciales y comerciales para web y tv, estuvieron dentro de las campañas que realizó el comunicador.
Tras negarse en una ocasión al llamado de la cadena televisiva Teleamazonas para conducir la cuarta temporada del programa concurso Yo me Llamo, la segunda llamada fue la decisiva para que Ronald Farina protagonice lo que muchos conocedores de entretenimiento y audiencia en general han llamado como el mejor show musical del país, la quinta temporada de  Yo me llamo Ecuador.

## Trayectoria

### Programas
- 100 ECUATORIANOS DICEN (2024) - Teleamazonas
- Quiero cantar contigo (2019) - Teleamazonas
- Yo me llamo (2018/2023) - Teleamazonas
- Las mañanitas (2017) - GamaTV
- Soy el mejor (2015/2021-2023) - TC Televisión
- Apuesto por ti (2014-2015) - TC Televisión
- La guerra de los sexos (2013) - TC Televisión
- Mega Match (2010-2012) - TC Televisión
- Calle 7 Ecuador (2012-2014/2015-2017) - TC Televisión
- Simplemente Mariela (2007-2009) - TC Televisión

### Series y Telenovelas
- El Garañón del Millón (2008) - Jorge Vicente (Rol Antagónico)

## Premios y nominaciones
| Premiación       | Categoría                            | Nominado/a    | Resultado |
| ---------------- | ------------------------------------ | ------------- | --------- |
| Premios ITV 2013 | Mejor animador programa de concursos | Ronald Farina | Ganador   |
| Premios ITV 2014 | Mejor animador programa de concursos | Ronald Farina | Ganador   |
| Premios ITV 2015 | Mejor animador programa de concursos | Ronald Farina | Nominado  |